# دهستان قائم‌آباد (نیمروز)
دهستان قائم‌آباد، یکی از دهستان‌های بخش صابری شهرستان نیمروز در استان سیستان و بلوچستان ایران است. مرکز این دهستان، روستای قائم‌آباد است.

## جمعیت
بر پایه سرشماری عمومی نفوس و مسکن در سال ۱۳۹۵، جمعیت دهستان قائم‌آباد برابر با ۱۲٬۵۲۳ نفر بوده‌است.